# David Agudo
David Agudo Pérez (* 12. November 1988 in Lobón) ist ein spanischer Fußballspieler.

## Karriere
Agudo begann seine Karriere beim CD Valdelacalzada. 2008 wechselte er zum CD Badajoz. 2009 schloss er sich dem Drittligisten Lucena CF an. Für Lucena debütierte er im August 2009 in der Segunda División B, als er am ersten Spieltag der Saison 2009/10 gegen den Sangonera Atlético CF in der 80. Minute für José David Cabello eingewechselt wurde. In jenem Spiel konnte er auch in der 86. Minute den Treffer zum 3:3-Endstand erzielen. Erstmals in der Startelf stand Agudo im November 2009 gegen den Unión Estepona CF, wo er bis zur 88. Minute spielte, ehe er durch Nacho Garrido ersetzt wurde. Zu Saisonende hatte er 28 Einsätze, in denen er sechs Treffer erzielen konnte, zu Buche stehen.
Zur Saison 2010/11 wechselte er zur B-Mannschaft von Betis Sevilla. Dort erzielte er zwar 16 Tore in 66 Spielen, in den Profikader schaffte er es aber nicht. 2012 wechselte er zum CD San Roque de Lepe. Nach sieben Treffern in 20 Spielen verließ er den Verein nach einem halben Jahr und wechselte auf die Balearischen Inseln zu Atlético Baleares. Während San Roque ohne Agudo aus der Gruppe 4 in die Tercera División abstieg, belegte er mit Baleares in der Gruppe 3 den elften Platz. Allerdings gelang ihm in 15 Spielen kein Tor.
Zur Saison 2013/14 schloss er sich dem CF Reus Deportiu an. Beim CF Reus Deportiu lief es wieder besser als auf den Balearen; er konnte sechs Tore in 30 Spielen erzielen; die Saison beendete man aber auf dem zwölften Rang. Im Sommer 2014 wechselte er zum Huracán Valencia CF.
Auch beim Klub aus Torrent blieb er nicht lange, denn er wechselte zur Saison 2015/16 zum CF Talavera de la Reina. Zwar war er mit acht Toren nach Christian Perales der zweitbeste Torschütze der Mannschaft, musste aber mit Talavera in die Tercera División absteigen.
Nach dem Abstieg fand er auch im Sommer 2016 wieder einen drittklassigen Verein: Er wechselte zur Extremadura UD. Nach einem halben Jahr schloss er sich der UD Melilla an.
Im Sommer 2017 folgte Agudos erste Auslandsstation: Er schloss sich dem österreichischen Zweitligisten Kapfenberger SV an. Sein Debüt in der zweiten Liga gab er im Juli 2017, als er am ersten Spieltag der Saison 2017/18 gegen den FC Liefering in der 75. Minute für Daniel Rosenbichler eingewechselt wurde.
Zur Saison 2018/19 kehrte er nach Spanien zurück, wo er sich dem Drittligisten CD Don Benito anschloss.